# Klášter Beauport
Klášter Beauport je premonstrátský klášter u města Paimpol v departementu Côtes-d'Armor v Bretani.

## Historie
Klášter založil roku 1202 Alan Avaugour, hrabě z Penthièvre a zakládající konvent byl povolán z Normandie. Největší prosperitu klášter zažil ve středověku, v 13. - 14. století a v 17. století. Po roce 1750 došlo k jeho významnému úpadku a roku 1790, po Velké francouzské revoluci, byl uzavřen.
V roce 1862 byl nicméně označen za Monument historique (významnou historickou památku) za významného přispění Prospera Mérimée; to znamenalo konec devastace, jíž byl klášter vystaven v průběhu předchozích desetiletí.

## Současnost
V roce 1992 byl areál kláštera začleněn do programu péče a ochrany bretaňského pobřeží. Byly realizovány rozsáhlé restaurátorské práce; díky tomu se klášter v krátkém čase stal jedním z hlavních středisek turistického ruchu v Bretani.